# Diana Ponti
Diana Ponti, även känd som Lavinia Ponti, död före 1615, var en italiensk skådespelare. 
Hon var dotter till skådespelaren Adriano Valerini. Diana Ponti var verksam som ledande skådespelare och primadonna i sällskapet I Desiosi, som även kallades Diana Comica Dediosa efter henne. Hon var direktör, capocomico, för detta sällskap åtminstone under åren 1585-88, när det turnerade mellan Mantua och Genua, men var inte längre direktör 1597, när Flaminio Scala är bekräftad som sådan: det är möjligt att hon steg tillbaka inför sällskapets besök i Rom 1590, eftersom Rom förbjöd kvinnliga skådespelare. Denna position var ovanlig för en kvinna under 1500-talet. 
Hon var en eftersökt scenartist och lämnade tillfälligt sällskapet när hon anlitades för att uppträda till ära för hertigen av Mantuas bröllop i Confidenti-sällskapet. Hon avled troligen 1615 eller strax före, eftersom skådespelaren Marina Dorotea Antonazzoni då övertog hennes artistnamn Lavinia. Hon var även verksam som poet.